# مجلس الوزراء التنفيذي التركي الأول
أول حكومة تشكلت من قبل الوطنيين خلال حرب الاستقلال التركية بين تاريخ 3 ماي 1920 إلى 24 يناير 1921 حيث لم تكن أعلنت الجمهورية بعد، وكانت تسمى رسميا الحكومة «مجلس الوزراء التنفيذيين». كما يطلق عليها تسمية حكومة أنقرة أو حكومة الجمعية الوطنية الكبرى.

## خلفية
كان رئيس هذا المجلس (أي ما يعادل رئيس الوزراء) مصطفى كمال باشا (الذي سمي لاحقا أتاتورك). وتم انتخاب أعضاء مجلس الوزراء الآخرين من قبل البرلمان واحدا تلو الآخر.

## قائمة أعضاء المجلس
الأسماء بين قوسين هي الأسماء التي إختارها الأفراد كألقاب لعائلاتهم بعد تبني قانون الألقاب وحذف الألقاب العثمانية 1934.
| المنصب                                | الاسم                      | بداية/إنتهاء العهدة              |
| ------------------------------------- | -------------------------- | -------------------------------- |
| رئيس المجلس التنفيذي                  | مصطفى كمال باشا (أتاتورك)  | 3 ماي 1920 / 24 يناير 1921       |
| النائب مسؤول الشريعة والأوقاف         | مصطفى فهمي أفندي (جيراكير) | 23 ماي 1920 / 24 يناير 1921      |
| النائب مسؤول العدل                    | جلال الدين بك (عارف)       | 3 ماي 1920 / 24 يناير 1921       |
| النائب مسؤول الأركان العامة           | عصمت بك (إينونو)           | 3 ماي 1920 / 24 يناير 1921       |
| النائب مسؤول الدفاع                   | فوزي باشا (جاكماك)         | 3 ماي 1920 / 24 يناير 1921       |
| النائب مسؤول الداخلية                 | كامي بك (بايكورت)          | 3 ماي 1920 / 13 يوليو 1920       |
| النائب مسؤول الداخلية                 | حقي بك (بايش)              | 17 يوليو 1920 / 4 سبتمبر 1920    |
| النائب مسؤول الداخلية                 | ناظم بك (رسمور)            | 4 سبتمبر 1920 / 6 سبتمبر 1920    |
| النائب مسؤول الداخلية                 | رفعت بك (بيلي)             | 16 سبتمبر 1920 / / 24 يناير 1921 |
| النائب مسؤول الشؤون الخارجية          | سامي بكر بك (قندوة)        | 3 ماي 1920 / 24 يناير 1921       |
| النائب مسؤول الاقتصاد                 | يوسف كمال بك (تنجيرشيك)    | 3 ماي 1920 / 24 يناير 1921       |
| النائب مسؤول المالية                  | حقي بك (بايش)              | 3 ماي 1920 / 17 يوليو 1920       |
| النائب مسؤول المالية                  | احمد فريت بك (تيك)         | 17 يوليو 1920 / 24 يناير 1921    |
| النائب مسؤول التربية                  | رضا نور                    | 9 ماي 1920 / 13 ديسمبر 1920      |
| النائب مسؤول التربية                  | حمدالله صبحي بك (تانريفر)  | 14 ديسمبر 1920 / 24 يناير 1921   |
| النائب مسؤول الصحة والتضامن الاجتماعي | عدنان بك (أديفار)          | 3 ماي 1920 / 24 يناير 1921       |
| النائب مسؤول الأشغال العامة           | إسماعيل فاضل باشا          | 26 ماي 1920 / 27 ديسمبر 1920     |
| النائب مسؤول الأشغال العامة           | عمر لطفي بك (ارجيسو)       | 27 ديسمبر 1920 / 24 يناير 1921   |